# 彎角大鍬形蟲
彎角大鍬形蟲（學名：Dorcus curvidens），屬於鞘翅目的鍬形蟲科。

## 亞種
- ，臺灣大鍬形蟲（Miwa, 1929）[1][2]，臺灣特有亞種。日本、越南、不丹亦有發現其他亞種。